# Ракиты (Михайловский район)
Раки́ты — село в Михайловском районе Алтайского края. Административный центр и единственный населенный пункт Ракитовского сельсовета.

## История
Основано в 1890 году. В 1928 году село состояло из 807 хозяйств, основное население — русские. В административном отношении являлось центром Ракитовского сельсовета Михайловского района Славгородского округа Сибирского края.

## Население
| 1997  | 1998  | 1999  | 2000  | 2001  | 2002  | 2003  |
| ----- | ----- | ----- | ----- | ----- | ----- | ----- |
| 2830  | ↘2808 | ↘2043 | ↗2805 | ↘2780 | ↘2745 | ↘2682 |
| 2004  | 2005  | 2006  | 2007  | 2008  | 2009  | 2010  |
| ↘2657 | ↗2684 | ↗2702 | ↗2724 | ↗3738 | ↘2538 | ↘2286 |
| 2011  | 2012  | 2013  | 2014  | 2015  | 2016  | 2017  |
| ↘2272 | →2272 | ↘2229 | ↘2223 | ↘2181 | ↗2185 | ↘2183 |
| 2018  | 2019  | 2020  | 2021  |       |       |       |
| ↘2156 | ↘2119 | ↗2123 | ↘2052 |       |       |       |

## Улицы
| - ул. 100-летия, - ул. Боровая, - ул. Заозёрная, - ул. Крупской, - ул. Молодёжная, | - ул. Новая, - ул. Предозёрная, - ул. Пролетарская, - ул. Пугачёва, - ул. Пушкина, | - ул. Савицкого, - ул. Степная, - ул. Титова, - ул. Украинская. |

## Известные уроженцы
- Радионченко, Анна Алексеевна (1926—2024) — советский российский акушер-гинеколог. Доктор медицинских наук.